# 1856 az irodalomban
Az 1856. év az irodalomban.

## Megjelent új művek
- Harriet Beecher Stowe amerikai írónő második regénye: Dred: A Tale of the Great Dismal Swamp

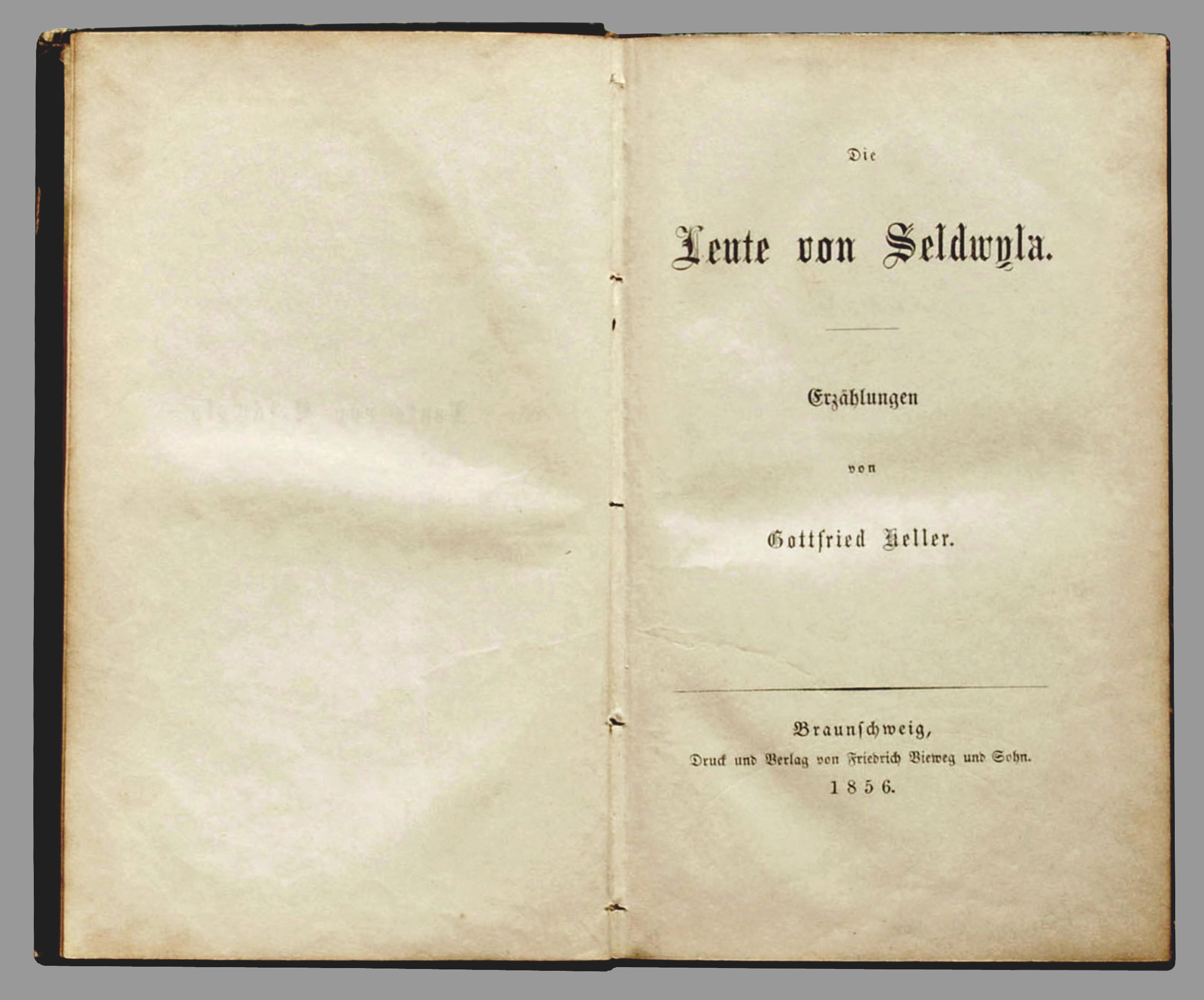
Gottfried Keller novellái

- Megjelenik folytatásokban (és a következő évben könyv alakban is) Gustave Flaubert regénye, a Bovaryné (Madame Bovary)
- Lev Tolsztoj: Szevasztopoli elbeszélések (Севастопольские рассказы), (három darabból álló elbeszélésciklus, 1855–1856)
- Ivan Turgenyev orosz író regénye: Rugyin (Рудин)
- Gottfried Keller novelláinak gyűjteménye: Die Leute von Seldwyla (A seldwylai emberek)
- Otto Ludwig német költő, író elbeszélése: Zwischen Himmel und Erde (Ég és föld között)

A két utóbbi „a német nyelvű irodalomban az ún. költői realizmus fontos műve”

### Költészet
- Elizabeth Barrett Browning: Aurora Leigh, verses regény
- Victor Hugo kötete: Les Contemplations (Szemlélődések)

### Dráma
- Megjelenik Alekszandr Nyikolajevics Osztrovszkij színműve: Jövedelmező állás (Доходное место), első előadása csak 1863-ban

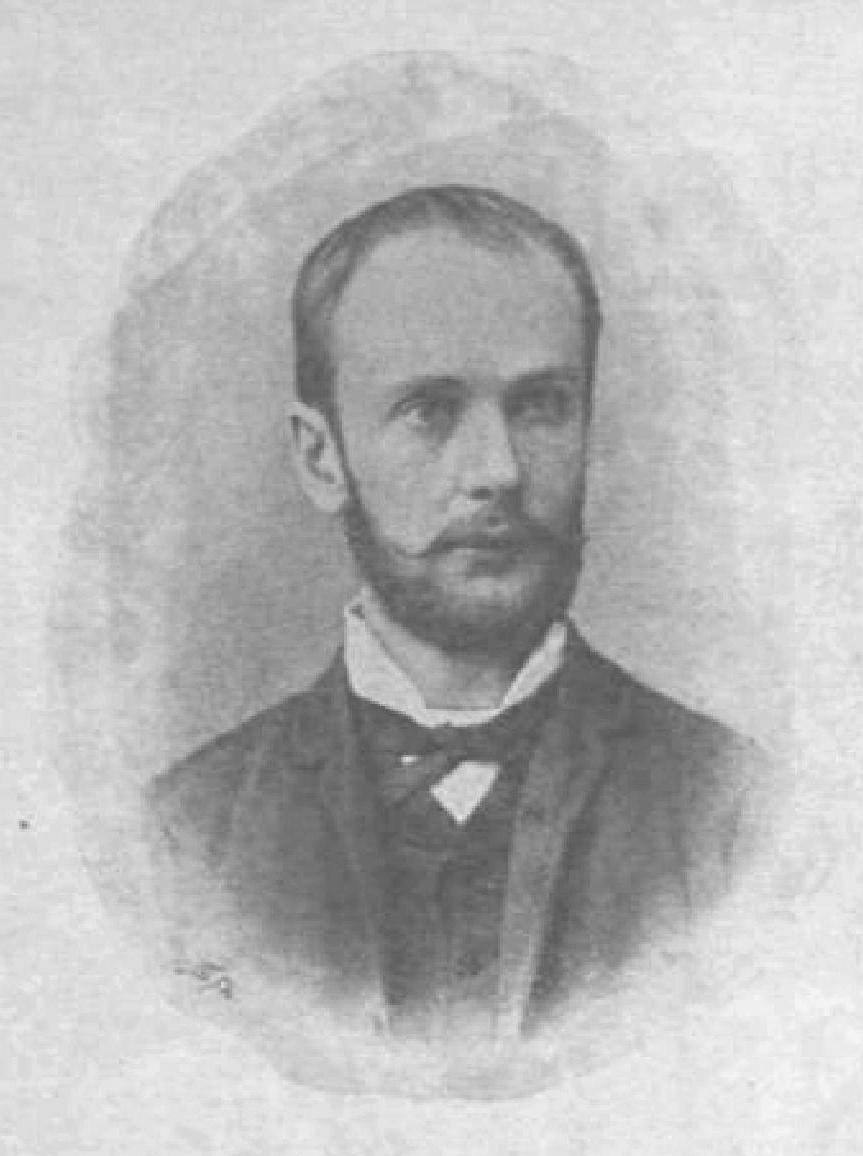
Riedl Frigyes

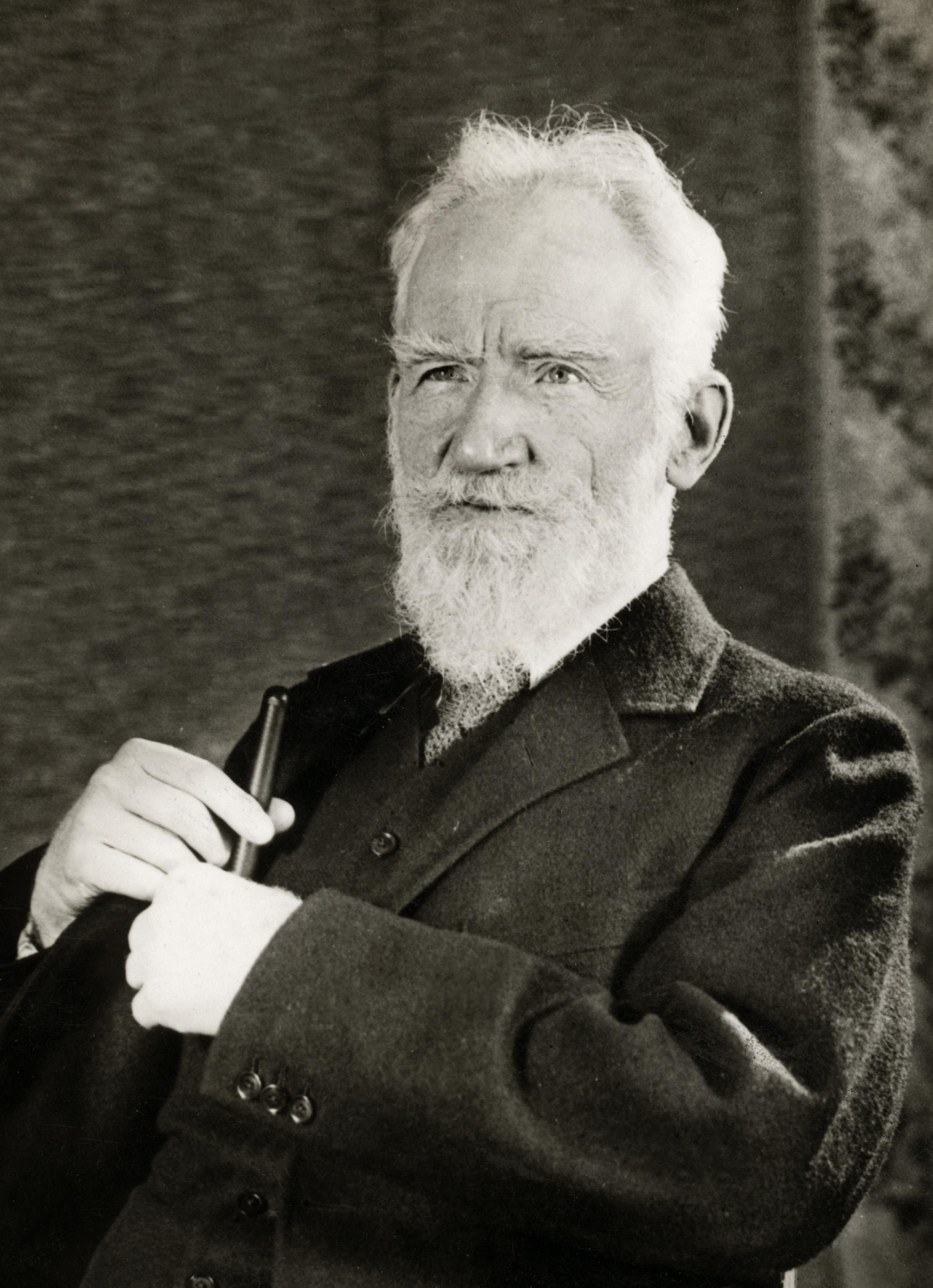
G. B. Shaw (1936)

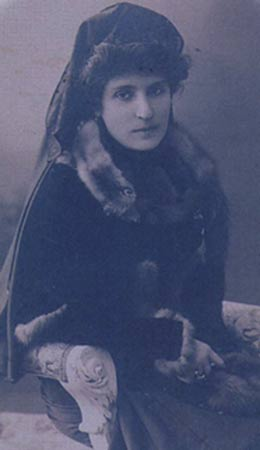
Nigâr Hanım

### Magyar nyelven
- Arany János tanulmánya: A magyar nemzeti versidomról
  - Arany János kisebb költeményei (Pest, két kötet). Ez a versgyűjtemény ad először átfogó képet Arany költészetéről
- Vajda János kötete: Költemények, benne többek között a Száll a hegyre barna felhő c. verse
- Vas Gereben regénye: Nagy idők, nagy emberek
- Vörösmarty Mihály fordításában (halála után) megjelenik Shakespeare tragédiája, a Lear király

## Születések
- június 22. – H. Rider Haggard angol regényíró († 1925)
- július 26. – George Bernard Shaw irodalmi Nobel-díjas ír drámaíró († 1950)
- augusztus 27. – Ivan Jakovics Franko ukrán költő, író, műfordító († 1916)
- szeptember 12. – Riedl Frigyes magyar irodalomtudós, a modern irodalomtörténet első jelentős hazai képviselője († 1921)
- 1856 – Nigâr Hanım oszmán török költő, a modern, nyugati stílus nőies hangvételű úttörője († 1918)

## Halálozások
- január 12. – Ľudovít Štúr költő, író, filozófus, nyelvész, a szlovák nemzeti mozgalom vezetője, a szlovák irodalmi nyelv megteremtője (* 1815)
- február 17. – Heinrich Heine német romantikus költő, író, esszéíró; Johann Wolfgang von Goethe és Friedrich Schiller mellett a nagy triász harmadik tagja (* 1797)
- március 24. – Jovan Sterija Popović szerb költő, drámaíró, a szerb drámairodalom meghatározó alkotója (* 1806)
- július 11. – Josef Kajetán Tyl cseh költő, drámaíró, a cseh himnusz szövegének szerzője (* 1808)
- július 21. – Emil Aarestrup dán költő (* 1800)